# Charles L. Robinson
Pour les articles homonymes, voir Charles Robinson et Robinson.
Charles Lawrence Robinson (21 juillet 1818 – 17 août 1894) fut le premier gouverneur de l'État du Kansas, de 1861 à 1863, et joua un rôle déterminant dans les événements tragiques qui marquèrent les sept ans d'existence du Territoire du Kansas, appelés Bleeding Kansas.

## Biographie
Après avoir participé à la ruée vers l'or en Californie, ce médecin s'y fait élire à un poste local puis retourne dans le Massachusetts en 1851. En 1854, il prend la tête de la New England Emigrant Aid Company créée par Eli Thayer, abolitionniste du Massachusetts pour promouvoir le peuplement du Kansas par des émigrants anti-esclavagistes. La New England Emigrant Aid Company s'appelait la première année la Massachusetts Emigrant Aid Company, mais elle fusionna en 1855 avec la New York Emigrant Aid Company.
Par centaines, ces émigrants quittent la Nouvelle-Angleterre en quatre vagues successives, à la mi-1854, menés par le docteur Charles L. Robinson, l’agent d'Eli Thayer, et fondent Wakarusa, Lawrence, Topeka, Manhattan, et Osawatomie. Le pasteur abolitionniste new-yorkais Henry Ward Beecher leur a fourni des centaines de fusils Sharps achetés par souscription auprès de sa congrégation, surnommés bibles de Beecher.
En janvier 1856 Charles L. Robinson est élu à 38 ans gouverneur du Territoire du Kansas, mais cette élection fut contestée par le gouvernement fédéral qui avait fait voter en 1854 et il fut condamné à la pendaison pour « haute trahison » et « usurpation d'office ».
Cette situation fait qu'en janvier 1856 le Kansas a deux gouvernements, chacun d’eux déclarant l’autre hors-la-loi. L'officiel à Lecompton et l'officieux, à Lawrence. Le 21 mai 1856, huit cents Border Ruffians envahissent à nouveau le territoire et à l'été 1856, 600 soldats stationnent au Camp Sackett à côté de Fort Titus, près de Lecompton où Charles L. Robinson doit être pendu pour « haute trahison ». Il est cependant libéré lors de la bataille de Fort Titus et devient gouverneur de l'État fondé au début de la guerre de Sécession.